# Zero (2021)
Zero ist ein Fernsehfilm von Jochen Alexander Freydank nach der Romanvorlage Zero – Sie wissen, was du tust von Marc Elsberg und wurde am 3. November 2021 im Ersten ausgestrahlt.

## Handlung
Die Online-Journalistin Cynthia Bonsant, Witwe und alleinerziehende Mutter einer inzwischen siebzehnjährigen Tochter, bekommt von Tony Brenner, Chef des Online-Magazins „Daily“, den Auftrag für eine Hintergrundrecherche über die anonyme Netzaktivistengruppe „Zero“. Die Gruppe wird vom Verfassungsschutz als terroristische Organisation eingestuft. Gerade erst hatte „Zero“ einen spektakulären „Angriff“ einer Videodrohne im Parkhaus des Innenministeriums gestartet und die Bilder ins Internet gestellt. Damit erreichten die Netzwerker über sieben Millionen Viewer in knapp zwei Minuten und brachten so ihre Botschaft: Algorithmen steuern Euer handeln, unter die Leute. Zero will damit die Firmen anprangern, die mit den Daten von Kunden Geschäfte machen. Schon jetzt nutzen fast alle Jugendlichen die „Act App“.
Für ihre Recherche hat Bonsant von ihrem Arbeitgeber ein Hightec-Headset bekommen, das sich über die Hirnwellen des Trägers steuern lässt. Zudem gibt es dem Träger Informationen über die Person, die er gerade fokussiert. Bonsant's Tochter Viola entdeckt das Gerät und „leiht“ es sich ungefragt für einen Tag. Viola prahlt damit vor ihren Freunden und sie spielen ein Spiel. Alle raten, was sie über einen zufälligen Passanten denken: Alter, Beruf, familiäre Situation etc. und nur der Träger des Headsets weiß, ob es dann auch stimmt. Bei diesem Spiel geraten sie zufällig an einen gesuchten Schwerverbrecher, den sie verfolgen und wodurch einer der Gruppe von dem Mann erschossen wird. Die offiziellen Berichte darüber in den Medien veranlassen „Zero“ Cynthia Bonsant, die bereits seit einigen Tagen per „WYLog“ über die Netzaktivistengruppe berichtet, zu einer Debatte aufzufordern. Parallel nimmt „Zero“ aber auch per „Act App“ zu Viola Kontakt auf. Sie blockt jedoch ab, schließlich wühlt der Tod ihres Mitschülers ihre Erinnerungen an ihren verstorbenen Vater auf. Ihrer Mutter geht es ähnlich, sie ändert deshalb ihren Online-Avatar optisch und stimmlich zu ihren verstorbenen Mann.
Mit Beginn ihrer Recherche hatte sich Bonsant gefragt, warum „Zero“ die Attacke auf das Innenministerium gefahren hatte und sie hat nur eine Erklärung: Es handelte sich an jenem Tag um ein Geheimtreffen des Internetkonzerns „Freemee“ mit Regierungsmitgliedern. Kurz nachdem sie diese Hypothese online stellt, wird sie von Carl Montik, einem Vorstandsmitglied von „Freemee“ und Betreiber der „Act App“, kontaktiert. Montik versichert ihr, keine Kundendaten zu verkaufen, sondern nur dafür sorgen zu wollen, dass die Menschen durch die App glücklicher und selbstbewusster wären. Sie dürfte das an ihrer eigenen Tochter doch schon beobachtet haben. In Kürze würden sie neueste „Act App“ 7.0-Version präsentieren.
Nach einigem Bemühen kann Bonsant einen „Zero“-Aktivisten in einem Café ausfindig machen. Dieser vermittelt ihr die manipulative Herangehensweise von „Freemee“. So werden den Usern mit der „Act App“ Entscheidungen vorgeschlagen und zwecks Verbesserung des Kundenkontos zu Aktionen gedrängt. Folge wäre eine Reihe von Selbstmorden sowie Todesfälle durch Medikamentenmissbrauch, insbesondere durch die neue „Act App“ 7.0, die bei einem Prozent der User zu Testzwecken in Benutzung sei, wären solche Vorfälle signifikant erhöht. Sie hätte auch den Tod von Violas Mitschüler verursacht, denn sein Handy hatte bereits die neue App. Während die alte Version ihn gewarnt hätte, den Verdächtigen nicht weiter zu verfolgen, sondern dies der Polizei zu überlassen, erfolgte keine Warnung. Damit bringt die Jagd nach „Smartpunkten“ die Nutzer in Versuchung und auch in Gefahr. Noch während ihres Gesprächs greift ein SEK ein und verhaftet den Aktivisten. Bonsant, die davon nichts wusste, wirft ihrem engsten Mitarbeiter Verrat vor und kündigt auf der Stelle.
Bonsant kann zur Produkt-Livepräsentation der neuen App-Version vordringen und stellt dort Carl Montik zur Rede. Sie erklärt ihm, dass seine App die Menschen nicht glücklichen machen, sondern Angst verbreiten würde. Angst zu versagen oder nicht dazuzugehören, weshalb die Selbstmordrate der Testnutzer bereits dramatisch hoch liegen würde. Montik gesteht ihr schließlich, dass niemand mehr die Kontrolle über die App habe, weil diese sich mittlerweile selbst kontrollieren würde.
Diese Offenlegung veranlasst letztendlich das Bundesgericht die App zu stoppen und abzuschalten.

## Hintergrund
Der Film wurde vom 5. November 2020 bis zum 8. Dezember 2020 in Berlin und Umgebung gedreht.

## Rezeption

### Kritiken
Tilmann P. Gangloff wertete für tittelbach.tv: „Wäre eine Welt, in der die Menschen nur noch Gutes tun, weil eine App ihnen ständig ungefragt als Lebensberatung beisteht, wirklich erstrebenswert? Oder wäre dieses Dasein letztlich nicht gleichbedeutend mit dem Ende des freien Willens? Diese Fragen bilden den ethischen Kern von ‚Zero‘ (near future, Swidler, enigma), ein Science-Fiction-Drama, dem der WDR das falsche Erwartungen weckende Etikett ‚Thriller‘ gegeben hat. Hauptfigur ist eine Journalistin (Heike Makatsch), die im Auftrag eines Online-Magazins den Kopf einer Gruppe von Netzaktivisten finden soll und schließlich auf ein ungeheuerliches Komplott stößt. Im Vergleich zur Romanvorlage von Marc Elsberg ist die TV-Adaption optisch und inhaltlich recht unterkomplex ausgefallen. Regisseur Jochen Alexander Freydank gelingt es zudem nur bedingt, Empathie für seine Figuren zu wecken. Sehenswert ist der Film als Denkanstoß.“
Bei der Frankfurter Allgemeinen Zeitung schrieb Oliver Jungen: „Auch hat man schon interessanter inszenierte Journalistinnen gesehen als Makatschs Figur“. So „verhebt sich der Film am Thema Big Data und kommt als Hacker-Thriller eher unbeholfen rüber. Was ihm indes ganz gut gelingt, ist die Darstellung des Mutter-Tochter-Konflikts.“
Oliver Armknecht von film-rezensionen.de war der Meinung: „Der Science-Fiction-Thriller nimmt eine Reihe wichtiger Themen unserer Zeit auf, macht aber insgesamt wenig draus. Für mehr als die üblichen Allgemeinplätze, angereichert mit ein bisschen Crowdpleaser-Verschwörung reicht es nicht.“ „Auch der Versuch, durch eine tragische Familiengeschichte den dystopischen Part greifbarer zu machen, geht nicht so wirklich auf. Zero wird weder so bewegend noch so spannend, wie er sein könnte.“
Der filmdienst.de urteilte: „Kühl inszeniertes Science-Fiction-Drama mit einigem nur halbgar motivierten emotionalen Ballast der Figuren, aber guten Darstellern und einer weithin gelungenen dystopischen Atmosphäre. Einige Ideen werden zwar nur angespielt, insbesondere die Frage nach der Bereitschaft zur Auslieferung an Künstliche Intelligenzen stellt der Film jedoch mit gebotenem Nachdruck.“
Die TAZ stellte fest: „Interessant ist jedenfalls die Annahme der Filmemacher (Buch: Johannes Betz), dass in dieser an sich nicht so rosigen Zukunft – es soll, wie gesagt, eine Dystopie sein – immerhin das Wohnungsproblem gelöst worden zu sein scheint. Während in der Gegenwart die Wohnungen in Berlin immer teurer und dabei kleiner werden, logiert die zu Beginn des Films arbeitslose Makatsch/Bonsant in einer Art Loftdomizil, in dem allein das Schlafzimmer Ausmaße hat, die die einem Berliner von heute durchschnittlich zur Verfügung stehenden 39,6 Quadratmeter übersteigen.“
Peter Zander schrieb in der  Berliner Morgenpost: „Eine gruselige Abrechnung mit der schönen Datenwelt.“
Die Kritiker der Fernsehzeitschrift TV Spielfilm meinten: „Heike Makatsch macht das gut, auch Sabin Tambrea überzeugt. Spannend, wenn auch nicht ohne Klischees, erzählt Regisseur Freydank, basierend auf dem Roman von Marc Elsberg, eine paranoide Story von morgen, die einem heute schon Angst macht.“

### Einschaltquoten
Die Erstausstrahlung von Zero am 3. November 2021 wurde in Deutschland von 3,89 Millionen Zuschauern gesehen und erreichte einen Marktanteil von 13,7 % für Das Erste.